# علوي محمد عبد القادر بافقية
علوي محمد عبد القادر بافقيه  سياسي يمني عين وزيراً لوزارة شؤون المغتربين في حكومة خالد بحاح بتاريخ 7 نوفمبر 2014 ، وكان نائباً لوزير التعليم الفني في 2008، وظل في منصبه حتى قدمت حكومة خالد بحاح استقالتها في 22 يناير 2015، بعد انقلاب اليمن 2014 الذي قام به الحوثيون.